# Diplephippium tessmanni
Diplephippium tessmanni är en tvåvingeart som beskrevs av Grunberg 1915. Diplephippium tessmanni ingår i släktet Diplephippium och familjen vapenflugor. Inga underarter finns listade i Catalogue of Life.